# ルソン島
ルソン島（ルソンとう、呂宋島、タガログ語: Luzon タガログ語発音: [luˈson]）は、フィリピン諸島のうちで最も面積の大きな島。面積は約10万4688 km2、人口は約4622万人で、フィリピンの総面積の35%、総人口の52%を占める。世界で17番目に大きな島で、世界で5番目に人口が多い島でもある。首都マニラやフィリピンで最も人口が多いケソン、及びそれらを包括する首都圏メトロ・マニラが同島に所在しており、フィリピンの政治・経済で特に重要な位置を占めている。

## 地理

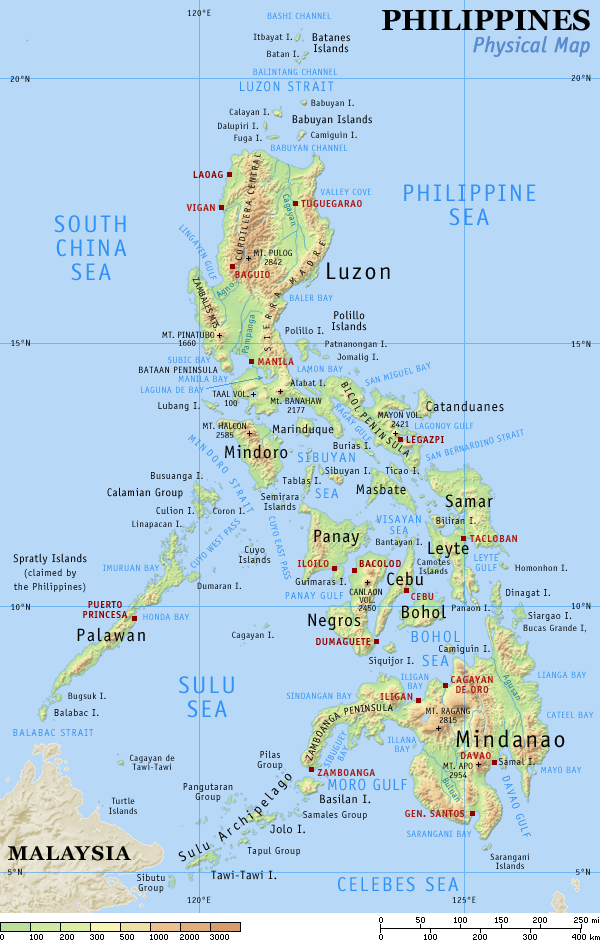
フィリピン地形図

島の主要部は大体長方形で、その南東に長いビコル半島が伸びている。島は最長部で南北の長さがおよそ740 km、東西の長さがおよそ225 kmある。マニラ湾やリンガエン湾を代表とする多くの湾がある。
ルソン島とその周辺の島々からなるルソン諸島は、ミンダナオ島と周辺からなるミンダナオ諸島、およびルソンとミンダナオの間にあるビサヤ諸島と並ぶ、フィリピン諸島を構成する三つの群島の一つとなっている。
ルソン諸島はルソン島のほか、バシー海峡を隔てて台湾と面するバタン諸島（バタネス州）、その南のバブヤン諸島、ルソン島南部のカタンドゥアネス島、ボアク島（マリンドゥク州）、マスバテ島、ロンブロン島（ロンブロン州）、ミンドロ島などからなる。
北はルソン海峡（バシー海峡、バリンタン海峡などに分かれる）によって台湾と隔てられ、東はフィリピン海（太平洋）、西は南シナ海（フィリピンではルソン海とも呼ばれる）に面しており、南はシブヤン海によってビサヤ諸島、ミンダナオ島を始めとする他のフィリピンの島々と分離している。
ルソン島は全体に山がちで、火山地帯でもある。フィリピンで二番目に高い標高2,922 mのプラグ山（Mt. Pulag）やその優美な形で有名な火山マヨン山はルソン島にある。島の北部はフィリピン最大の山地、コルディレラ・セントラルとなっており、プラグ山もここにある。コルディレラ・セントラルの東部はフィリピン最長の川カガヤン川の流れる盆地、カガヤン・バレーがある。その東には太平洋沿いにフィリピン最長の山脈、シエラマドレ山脈がそびえている。
シエラマドレは島の北部から中部、南部へと蛇行している。シエラマドレと、その西のサンバレス山脈の間がこの国最大の平野、中央平野（中央ルソン平野、Central Luzon plain）である。およそ11,000 km2に及ぶこの平野がフィリピン最大の米作地帯である。平野を流れる川の中で長い川は、北へ流れるアグノ川と南へ流れるパンパンガ川である。平野の中には、孤立した山であるアラヤット山がそびえている。サンバレス山脈の一部、カブシラン山脈には1991年に大噴火を起こしたピナトゥボ山（1,759 m）がある。
サンバレス山脈は北に伸び、島の中部にハンドレッドアイランズ国立公園で有名なリンガエン湾を形成している。同じく南へも伸びており、サンバレス山脈の一部・カブシラン山脈はマニラ湾をふさぐバターン半島を形成している。マニラ湾はその大きさ、戦略的位置から東アジアでも最高の天然の良港となっている。
マニラ湾の南東には、フィリピン最大の湖・バエ湖（ラグナ・デ・バエ、Laguna de Bay）がある。この表面積949 km2の湖からはパシッグ川がマニラ湾へと流れ出している。パシッグ川はメトロ・マニラの中心部を流れているため、その歴史上果たした役割から、フィリピンでも最も重要な川となっている。
バエ湖のわずか20 km南西にあるのはタール湖（Taal Lake）で、島の南西端の位置にある。このカルデラ湖の中央にはフィリピンで一番小さな火山、タール火山が浮かんでいる。この小さな火山がかつて巨大なクレーターを作り、湖にしたのである。タール湖を取り囲む地域はかつて先史時代にあった巨大な火山の一部であり、その裾野はカヴィテ州の南半分、タガイタイ市、バタンガス州全域を覆っている。
ルソン島の南西沖にはベルデ島水路で隔てられたミンドロ島がある。この水路は東の南シナ海と西のタヤバス湾をつないでいる。タヤバス湾の南にはボアク島（マリンドゥケ島）がある。
ルソン島の南東部は、島本体から長く延びるビコル半島によって構成されている。ビコル半島はルソン島本体とはタヤバス地峡でつながっている。地峡の南にはボンドゥク半島が延びている。山がちで幅が狭く細長い半島は、約150 kmにもわたって伸びている。半島は蛇行しており、多くの湾が形成されている。半島付け根の北海岸にはラモン湾（Lamon Bay）があり、アラバト島（Alabat）やその北のポリロ島（Polillo）など、ケソン州に属する島が浮かんでいる。そのほかの湾にはサン・ミゲル湾（San Miguel Bay）、ラゴノイ湾（Lagonoy Gulf）、ラガイ湾（Ragay Gulf）、ソルソゴン湾（Sorsogon Bay）などがある。
ビコル半島東部、カラモアン半島沖にはマケダ海峡をはさんでカタンドゥアネス島が浮かんでいる。ビコル半島の先端の南東にはサンベルナルジノ海峡をはさんでサマール島が浮かぶ。
ビコル半島は多くの火山のある場所でもある。最も有名な火山はアルバイ州にあるマヨン山である。高さ2,460 mのシンメトリカルな成層火山は富士山よりも鋭く、ビコル地方のシンボルともなっている。その他の火山にはカマリネス・スル州のイサログ山とイリガ山、ソルソゴン州のブルサン山がある。
ビコル半島南西沖合いにはティカオ島、ブリアス島、マスバテ島がある。

## 産業
ルソン島は農業・林業・工業・サービス業などにおける、フィリピンの主要な産業地域である。
この島での米の生産高は国全体の60%を占め、とりわけ中央平野やカガヤン平野がその中心である。南部ルソンやビコル半島はココヤシの栽培が盛んで、世界で最大規模のプランテーションがみられ、生産されるコプラはフィリピンの重要な輸出品である。
首都圏メトロ・マニラはフィリピンの主要な企業のほとんどが集積し、サービス業や製造業の中心地となっている。

## 歴史
フィリピンで最古の人類は、22,000年前に当時陸続きだったアジア大陸からわたってきた後期旧石器時代の人々であったと見られる。ネグリトやアエタなどの先住民はこの時代の人々の末裔とされる。紀元前2500年ごろから、台湾からオーストロネシア人がカヌーで海を渡り、マレー諸島など太平洋各地へ拡散し始めた。現在のフィリピンの人々の大半はオーストロネシア語族の一部であるマレー・ポリネシア語群の言葉を話す。

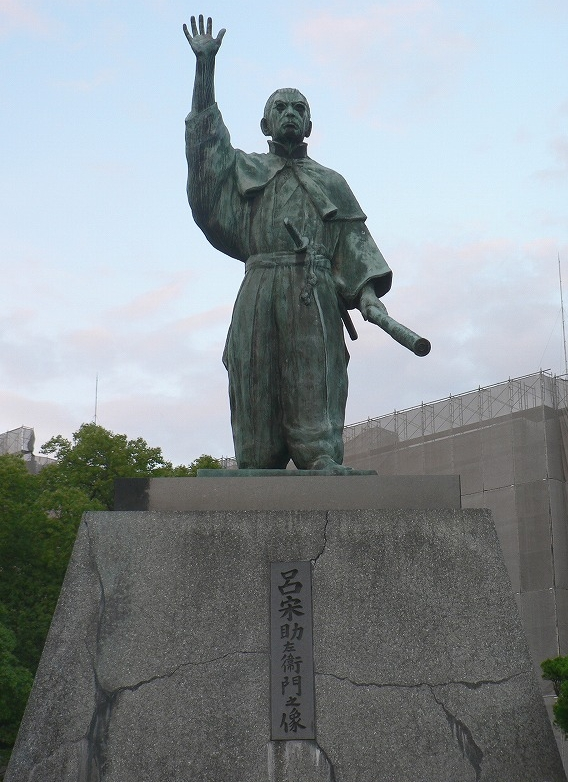
堺市民会館前にある呂宋助左衛門の銅像。マニラとの貿易で財を成した

ルソンは中国と東南アジア、インド、アラブとの中継貿易で栄えた。また一部のルソンの人々はマライ人系商人らを通じイスラム教を取り入れていた。中国の記録には、現在のマニラの一部であるトンド（東都）に首都をおく「呂宋国」の存在が記され、モンゴル帝国との戦いに敗れた南宋の残党がたどり着いて建国したとの言い伝えもある。スペイン征服に前後して日本の商人もルソンと交易し、戦国時代の商人・納屋助左衛門（呂宋助左衛門）はここで貿易商を営むことで巨万の富を得た。1500年代初頭、マラッカを征服したポルトガル人は、中国とマラッカの間にあるとされるこの貿易国家のことを「ルソニア」（Luçonia）または「ルソン」（Luçon）と記している。
16世紀の終わり、太平洋を越えてきたスペイン人との最初の接触が起こった。コンキスタドール（征服者）であるマルティン・デ・ゴイティ、フアン・デ・サルセード、そして彼らの指揮官であるミゲル・ロペス・デ・レガスピはセブ島に拠点を確保し、1570年から1571年にかけてマニラを占領してフィリピン諸島の領有を宣言した。
以後、ルソン島はメキシコ（ヌエバ・エスパーニャ）の支配下となり、メキシコと中国を中継するガレオン貿易の拠点となった。スペインから赴任する白人支配層は中国の陶磁器やメキシコの銀などの貿易に力を注ぐ一方、内政は元来の現地人首長を間接支配することで済ませていた。植民地統治の大きな部分は、多くの土地を所有しつつ現地人たちを教化するスペイン人の修道会が担っていた。
白人支配層は任期が終わればスペインへ帰るだけだったが、スペイン人やメキシコ人の軍人ら下級白人はフィリピンにとどまり、現地人の首長らの娘と結婚することで地位を確立しようとし、その子であるメスティーソらはフィリピンの現地支配層となっていった。一方、スペイン人到来前から住んでいた中国人らも現地人と結婚して中国系メスティーソとなり、商工業を支配した。

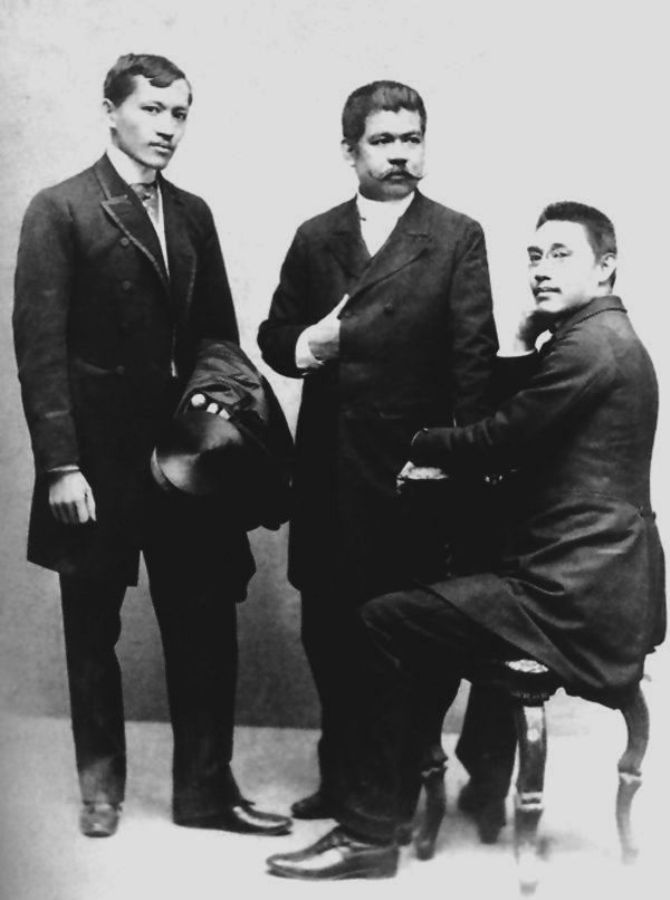
ホセ・リサールら独立運動家たち

18世紀には内政が停滞し、イギリスによるマニラ攻撃やガレオン船攻撃などで植民地支配は破綻し始めた。さらに19世紀になりメキシコの独立でガレオン船貿易は途絶した。スペイン人支配者は中南米の独立の結果ますます保守的になっていったが、スペイン本国へメスティーソのエリート層が留学して高い教育に接したり、スペイン本国や中南米から渡って来た人々がフィリピンに自由主義思想や各地の独立運動の情報を伝えたりしたことで、フィリピン人の意識は変わり始めた。メスティーソのうちのエリート層（教育を受けた人々を意味する「イルストラド」illustrados と呼ばれる）は権力を独占するスペイン人支配層に対する不満をつのらせ、一方でスペイン語を解しない生粋の現地人ら農民は地主や修道会に対する反発を深めた。これらがやがてフィリピン革命につながる。
フィリピンの反スペイン独立運動は、米西戦争に伴うアメリカ合衆国の参戦で転機を迎えスペイン人支配者は倒された。しかし、フィリピンを植民地化しようとするアメリカはメスティーソのエリート（イルストラド）を中心とするフィリピン人独立勢力としだいに対立するようになり1899年に米比戦争に発展した。
米比戦争によりフィリピン第一共和国（マロロス共和国）は崩壊し、多数の農民兵らがアメリカ軍に殺された。アメリカ陸軍のJ・フランクリン・ベル准将は『ニューヨーク・タイムズ』紙上で「ルソンの現地人の6分の1はこの2年で、デング熱で死ぬか戦争で死んでいる。殺戮による生命の損失だけでも大きかったが、私は誰一人として合法的な戦争の目的のため以外に殺された者はいないと考える。フィリピン人はずるく立ち回り彼ら自身のやり方で戦っているので、他国ならおそらく厳しい基準で見られることを適用する必要がある」と述べている
アメリカはフィリピンに多くの役人や教師を送り込み民主主義のショーケースとすべく改革を行った。フィリピン人社会を支配するエリート階級イルストラドは、アメリカの支配に取り込まれ植民地政府の要職に登用された。この層はアメリカ統治時期に財力や土地所有を増やし富を蓄えた。しかし英語による教育の普及や経済の発達でフィリピン人の国民意識は高まり独立の声はやまず、1935年にはアメリカ政府も10年後の独立を約束し、フィリピン・コモンウェルス（独立準備政府）が発足した。

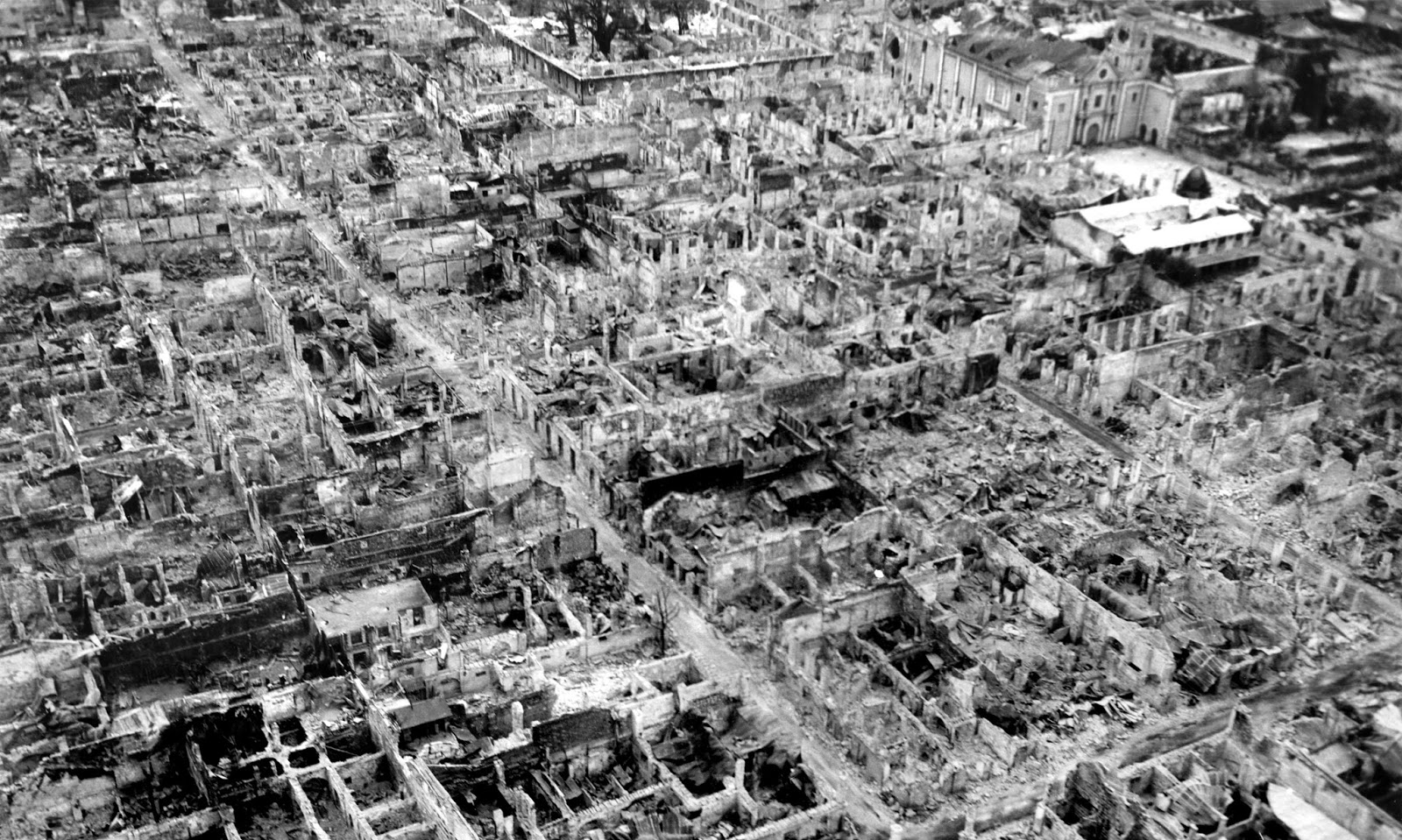
日米両軍によるマニラの戦いで、マニラの旧市街イントラムロスは焼け野原となった

1941年末から1945年までの太平洋戦争でルソン島は日本軍の侵略と占領を受けたが（フィリピンの戦い (1941-1942年)およびフィリピン第二共和国）、一方でこの時期にマニラ周辺のタガログ語が支配に使用されフィリピンに広がった。イルストラドのうち第二共和国に参加するなど日本軍に協力する者も多かったが、アメリカで亡命政権に参加する者もおり、アメリカ極東陸軍（ユサッフェ）の残党将兵は引き続き「ユサッフェ」を名乗ってゲリラ組織を作り、ゲリラ戦を展開した。また農民・労働者層はフィリピン共産党の指導下でフクバラハップ（抗日人民軍）を結成し日本軍を苦しめた。
ルソン島はフィリピンの戦いのさなかの1945年、アメリカ軍により奪回されたが（ルソン島の戦い）、戦争で都市などのインフラは徹底的に破壊された。またフクバラハップが戦後も勢力を持ちフィリピン政府やアメリカ軍と戦い続けた。
1946年、フィリピンは独立した。しかしクラーク空軍基地やスービック海軍基地などアメリカの軍事基地は残り、フィリピン政府に対し以後もアメリカ政府が影響を持ち続けた。フィリピンは1960年代まではアジアにおいて日本に次ぐ第2位の経済規模を誇ったが、やがてフェルディナンド・マルコス政権後期に縁故主義がはびこると経済が停滞し、韓国や台湾などに大きく水をあけられるようになった。

## 住民

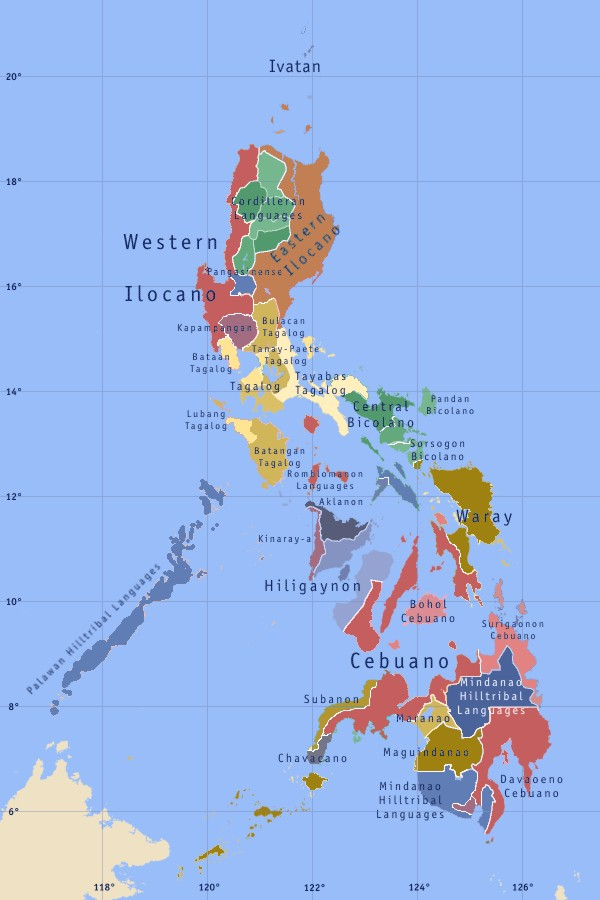
フィリピンの言語と民族の分布

### 民族
ルソン島に住む民族はマレー系が主で、タガログ人・イロカノ人・パンガシナン人・パンパンガ人・ビコラノ人等に分けられる。また山岳部には少数民族（ネグリト）が住む。サンバレス州のアエタ人、カガヤン州のイバナグ人、コルディリェラ行政地域のイゴロット人はその代表的存在である。歴史的に、中国人・日本人・スペイン人・アメリカ人の血を引く者も多い。近年ではフィリピンの中部や南部の諸民族出身者がマニラに住み、インド・中国などからの移民も多くなっている。

### 言語
主な言語はマレー・ポリネシア語群に属している。国語のフィリピン語もこの中のタガログ語を元にしている。北部のイロコス地方やカガヤン・バレー地方にはイロカノ語を話すイロカノ人が住む。中部のパンガシナン州にはパンガシナン語を話すパンガシナン人が、パンパンガ州やタルラック州にはパンパンガ語を話すパンパンガ人が住む。マニラ周辺およびその南はタガログ語が話され、さらに南のビコル半島ではビコラノ語が話される。
華人の中には、福建省南部の閩南語の方言であるランナン語を話す者もいる。
スペイン語は、植民地時代は、高い教育を受けることのできたフィリピン人エリート（イルストラド）とスペイン人支配者の言語であり、フィリピン革命後のマロロス共和国憲法でも公用語とされた。しかし人口の大半を占める農民達はスペイン語教育を受けなかったため地元の言葉しか話せず、政治にも関わることができなかった。アメリカ統治時代、英語教育が一般の人々にも行われたため、スペイン語の利用は激減した。
英語教育を受けた人も多く、高い教育を受けた人々はビジネスシーンで英語を話す。

### 宗教
ルソン島の主な宗教はカトリックであるが、アメリカ統治時代以降に広まったプロテスタント、フィリピン革命の時代にカトリックから分離したフィリピン独立教会（Philippine Independent Church / Iglesia Filipina Independiente）、20世紀初頭に誕生したキリスト教系の新興宗教イグレシア・ニ・クリスト（Iglesia Ni Cristo）の信者も多い。山岳部を中心に伝統的なアニミズムなども生きている。このほか、フィリピン南西部出身のモロ人や中国移民がマニラに増えたことにより、イスラム教や仏教も広がりを見せている。

## 地域区分

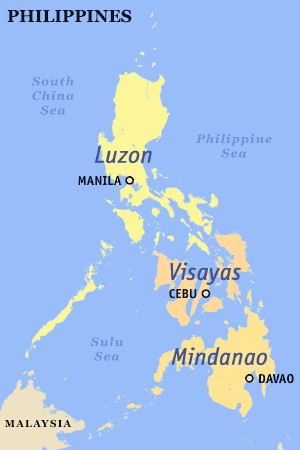
フィリピン諸島。北からルソン、ビサヤ、ミンダナオ

ルソン諸島は8つの地方に分かれ、さらに37の州に分かれる。このうち7州はバタン諸島、マスバテ島、ミンドロ島などの離島で、ルソン島本土にはない。
8つの地方は以下の通りである。各地方の行政中心都市は観光局のオフィスがあるなど公式上のものであり、実質的な意味はない。実際の政治的な力は各州に分散されている。
- イロコス地方　(Ilocos Region、Region I)
ルソン本島の北西に位置する。住民はパンガシナン人（英語版）とイロカノ人（英語版）で、言語はパンガシナン語とイロカノ語が主である。地方の行政中心はラ・ウニョン州のサンフェルナンド市。ヴィガン市はフィリピンに残る原状を残した最古のスペイン植民都市である。
  - イロコス・ノルテ州
  - イロコス・スル州
  - ラ・ウニョン州
  - パンガシナン州
- カガヤン・バレー地方　（Cagayan Valley、Region II）
本島の北東部、および国の北端のバタン諸島とバブヤン諸島を管轄する。広大な盆地カガヤン・バレーは、コルディレラ・セントラルとシエラマドレに囲まれている。地方の真ん中にはフィリピン最長の川、カガヤン川が流れる。行政中心はカガヤン州のトゥゲガラオ。
  - バタネス州
  - カガヤン州
  - イサベラ州
  - ヌエヴァ・ヴィスカヤ州
  - キリノ州
- 中部ルソン地方　（Central Luzon、Region III）
フィリピン最大の平野を抱え、最大の米作地帯になっている。行政中心都市はパンパンガ州のサンフェルナンド市。サンバレス州にあるかつてのスービック海軍基地は経済特別区として自由貿易港地域となっている。
  - アウロラ州
  - バターン州
  - ブラカン州
  - ヌエヴァ・エシハ州
  - パンパンガ州
  - タルラック州
  - サンバレス州
- カラバルソン地方　（CALABARZON、Region IV-A）
フィリピンで最も新しく編成された地方の一つで、以前は南タガログ地方（Region IV）の一部だった。フィリピンでも最も人口が多い地域の一つ。地方の名前は5つの州の頭文字からとった合成地名。タガログ人（英語版）が支配的な民族でタガログ語が主流。行政中心はメトロ・マニラにあるマニラ市とされているが、やはりメトロ・マニラにあるケソン市を行政中心とみなす政府官僚もいる。ケソン州のルセナ市を行政中心とみなす者もいる。
  - バタンガス州
  - カヴィテ州
  - ラグナ州
  - ケソン州
  - リサール州
- ミマロパ地方　（MIMAROPA、Region IV-B）
カラバルソン同様、南タガログ地方（Region IV）が分割されてフィリピンで最も新しく生まれた地方の一つ。ルソン諸島の離島のほとんどを管轄する。地方の名前はミンドロ、マリンドゥク、ロンブロン、パラワンの頭文字を取った合成地名だが、そのうちのパラワン州は2005年の大統領で西ビサヤ地方に移動することになった（ただし、地元の反発などのためまだ移動は実行に移されていない）。
  - オクシデンタル・ミンドロ州
  - オリエンタル・ミンドロ州
  - マリンドゥク州
  - ロンブロン州
  - パラワン州
- ビコル地方　（Bicol Region、Region V）
ルソン島東南部、ビコル半島とその周囲の島々を管轄する。行政中心都市はアルバイ州のレガスピ市。ビコラノ人（英語版）が主流を占め、ビコル語が主要言語である。
  - アルバイ州
  - カマリネス・ノルテ州
  - カマリネス・スル州
  - カタンドゥアネス州
  - マスバテ州
  - ソルソゴン州
- コルディリェラ行政地域　（Cordillera Administrative Region、CAR）
ルソン島北部、コルディレラ・セントラルをほぼ完全に管轄する。1989年に編成されたCARはこれらの山脈に住む先住民のための特別行政区域である。行政中心はバギオ市。
  - アブラ州
  - アパヤオ州
  - ベンゲット州
  - イフガオ州
  - カリンガ州
  - マウンテン州
- マニラ首都圏　（National Capital Region、NCR）
首都・マニラ、国内で人口最多の都市・ケソン市、ほか15の都市を含む特別行政区域である。この地域はメトロ・マニラの名でより良く知られている。フィリピンで唯一州のない地方であり、最も人口密度の高い地方でもある。（636 km2の範囲に1,000万人以上が住んでいる）

## 交通

### フェリー
- マトノグ（英語版）（ルソン島ソルソゴン州） - アレン（英語版）（サマール島北サマル州）間・・・マニラ行きバスが利用する
- マニラ（ルソン島） - カトバロガン（英語版）（サマール島サマル州）間